# Svetlana Ognjenović
Svetlana Ognjenović (serbisch-kyrillisch Светлана Огњеновић; * 26. Januar 1981 in Osijek) ist eine ehemalige serbische Handballspielerin.

## Karriere
Svetlana Ognjenović spielte in ihrer Heimat bei ŽRK Radnički Belgrad, ŽRK Knjaz Miloš und ŽRK Naisa Niš, mit dem sie 2007 serbische Meisterin wurde. Nachdem sie in der Saison 2007/08 für den dänischen Verein Slagelse FH aufgelaufen war, wechselte die 1,66 Meter große Linksaußen anschließend nach Frankreich zu Metz Handball. Mit Metz gewann sie 2009, 2011, 2013 und 2014 die französische Meisterschaft, 2010 und 2013 den französischen Pokal, sowie 2009, 2010 und 2011 den französischen Ligapokal. Zudem stand sie mit Metz 2013 im Finale des EHF-Pokals, das gegen den dänischen Verein Team Tvis Holstebro verloren ging. Nach der Saison 2013/14 beendete sie ihre Karriere.
Besonderes Aufsehen erregte das Champions-League-Spiel am 29. Oktober 2009 gegen den österreichischen Meister Hypo Niederösterreich, in dem Ognjenović beim Spielstand von 27:27 sieben Sekunden vor Ende der Partie während eines Tempogegenstoßes von Hypos Trainer Gunnar Prokop gefoult wurde.
Svetlana Ognjenović gehörte zum Kader der serbischen Nationalmannschaft, mit der sie bei der Europameisterschaft 2012 den vierten Platz erreichte und bei der Weltmeisterschaft 2013 die Silbermedaille gewann.